# Pteraster hastatus
Pteraster hastatus är en sjöstjärneart som beskrevs av Ole Theodor Jensen Mortensen 1913. Pteraster hastatus ingår i släktet Pteraster och familjen knubbsjöstjärnor. Inga underarter finns listade i Catalogue of Life.